# ليتل سوني وارنر
ليتل سوني وارنر (بالإنجليزية: Little Sonny Warner)‏ هو مغني أمريكي، ولد في 30 أكتوبر 1930 في فولز تشيرش في الولايات المتحدة، وتوفي بنفس المكان في 12 أبريل 2007.